# Piotr I Okrutny
Piotr I Okrutny, hiszp. Pedro I el Cruel (ur. 30 sierpnia 1334 w Burgos w Kastylii, zm. 23 marca 1369 w Montiel we Francji) – król Kastylii i Leónu w latach 1350–1369. Zwany był także Sprawiedliwym lub Egzekutorem Prawa.
Był synem króla Alfonsa XI i Marii Portugalskiej.

Jego kochanką była szlachcianka María de Padilla. Ich związek trwał co najmniej od 1352 roku. Jednak pod wpływem matki i możnowładców na czele z ministrem i faworytem królowej Janem Alfonsem Albuquerque zgodził się na poślubienie Blanki de Burbon. Nie kochał jednak żony i nakazał jej uwięzienie. Stopniowo uwolnił się od dominacji matki, ale tym większy wpływ zdobyła na niego kochanka. Pod jej wpływem zwrócił się przeciwko Albuquerque. 

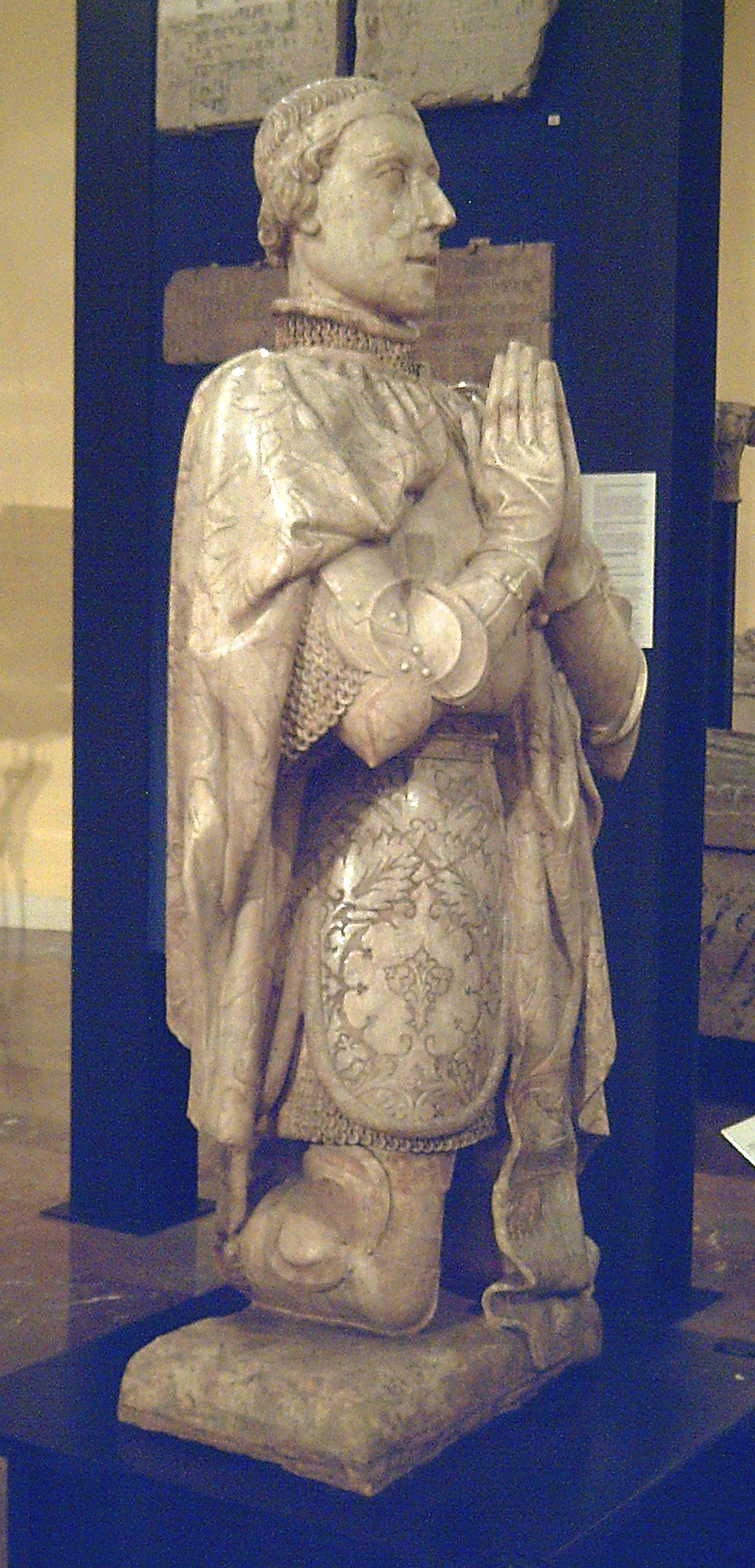
Piotr I w pozycji modlitewnej, posąg w Narodowym Muzeum Archeologicznym w Madrycie

Podczas jego panowania doszło do wybuchu wojny domowej. Na rozkaz królowej matki stracona została Eleonora de Guzman, kochanka zmarłego króla i ojca Piotra - Alfonsa XI. Synowie zamordowanej Eleonory: Henryk i Fadryk Alfons Trastámara, przy poparciu Albuquerque, zbuntowali się przeciwko królowi Piotrowi, który jednak szybko pokonał buntowników. Schronili się oni w Aragonii, gdzie uzyskali poparcie króla Piotra IV Aragońskiego. Wybuchła tzw. wojna Dwóch Piotrów, która z niewielkim natężeniem toczyła się do 1365, kiedy to wewnętrzny konflikt hiszpański przez zaangażowanie sił francuskich i angielskich stał się częścią Wojny Stuletniej. Po stronie króla walczyły wojska angielskie Edwarda, słynnego Czarnego Księcia, syna Edwarda III, zaś po stronie przywódcy opozycji Henryka Trastamara walczyły oddziały francuskie pod dowództwem Bertranda du Guesclin. W wojnie tej król cieszył się poparciem kupców i mieszczan oraz mniejszości żydowskiej, jego przeciwnicy zyskali poparcie większości możnowładców i szlachty. 

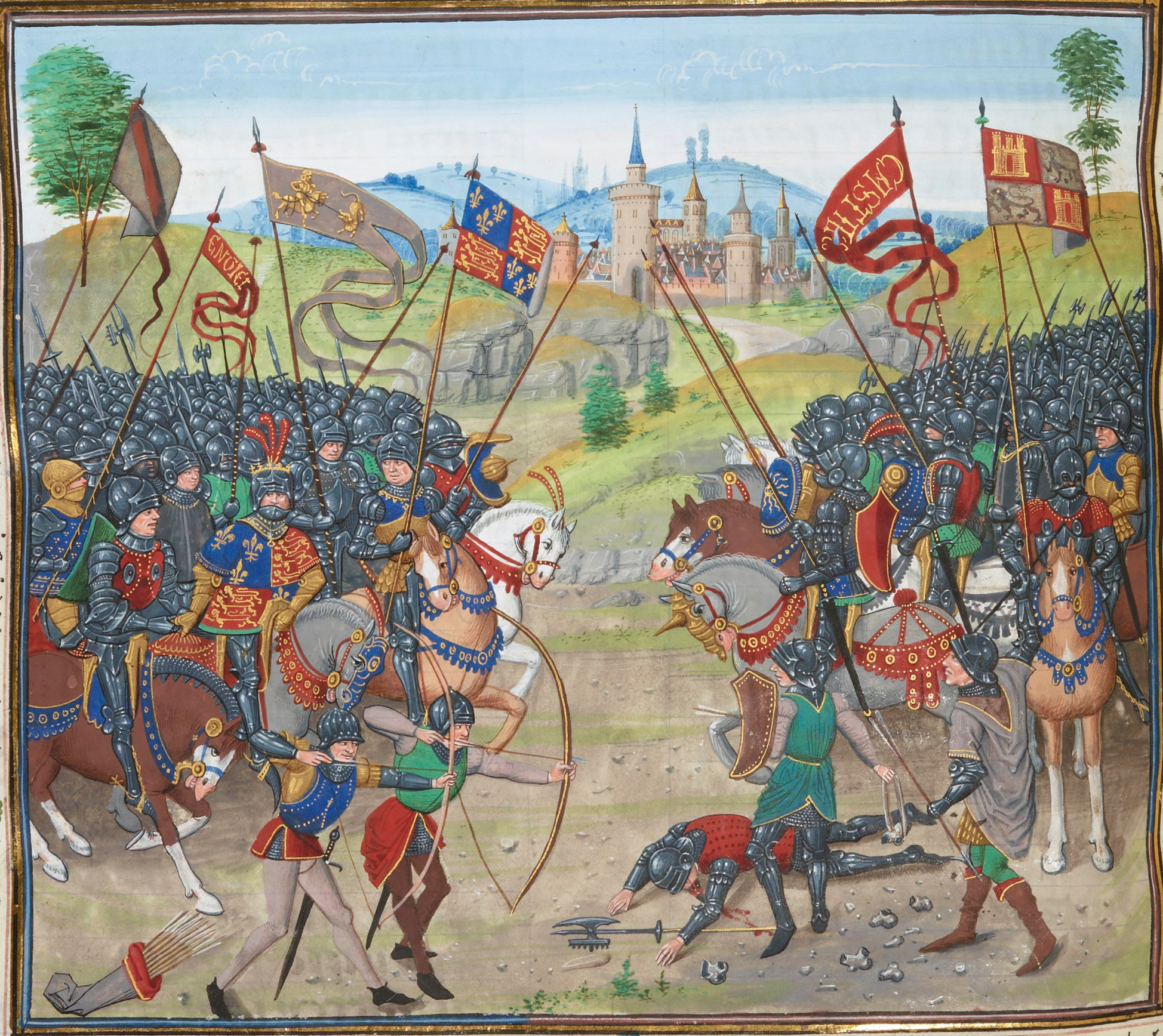
Bitwa pod Najera

Wojska Piotra Okrutnego, przy wybitnej pomocy słynnych wówczas angielskich łuczników, pokonały wojska Henryka pod Nájera (1367), lecz nie był to koniec konfliktu. Wyczerpująca wojna zmusiła obie strony do poszukiwania radykalnego rozwiązania konfliktu – podczas układów odbywających się osobiście między adwersarzami zamkniętymi w jednym namiocie w pobliżu zamku Montiel Henryk zamordował Piotra i jako zwycięzca opuścił żywy miejsce spotkania, tym samym torując sobie drogę do objęcia tronu.
Przydomek „Okrutny” nadali mu jego przeciwnicy, zwracając uwagę na fakt licznych zabójstw, jakich się dopuścił w celu utrzymania u władzy. Np. kazał zamęczyć na śmierć swego poborcę podatkowego Samuela Halevi w 1361. Zarzucali mu również niemoralność i nadmierne uleganie złym wpływom, głównie matki i kochanki.
Jego apologeci nazywali go natomiast „Egzekutor Prawa” (El Justiciero), dla podkreślenia faktu, że na śmierć skazywał tylko tych, którzy łamali prawo i nie respektowali praw innych, a w obronę brał tych, którzy większych praw do tej pory nie mieli, jak mieszczan czy Żydów.

## Rodzina
Z kochanką Maríą de Padilla miał czwórkę dzieci:
- Alfons – zmarł przed pierwszymi urodzinami
- Beatrycze – mniszka w klasztorze w Tordesillas
- Konstancja – druga żona Jana z Gandawy – księcia Lancaster
- Izabela – żona Edmunda Langleya – księcia Yorku

W 1354 roku Piotr, mimo trwającego małżeństwa z Blanką de Bourbon, poślubił szlachciankę Juanę de Castro. Małżeństwo to trwało jednak tylko jeden dzień, po którym król porzucił swoją nową żonę. Mimo tego zaszła ona w ciążę i urodziła syna o imieniu Juan, który zmarł w wieku kilku lat.